# Maso chiuso

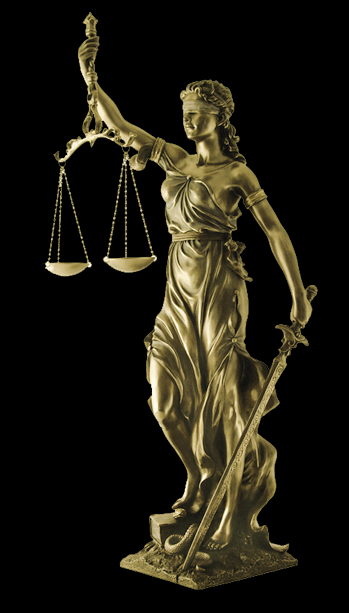
Statua Iustitiae

Il maso chiuso (in tedesco geschlossener Hof o Erbhof) è un particolare istituto giuridico volto a preservare anzitutto l'indivisibilità della proprietà agricola. Nell'area alpina germanofona e in Trentino-Alto Adige, il "maso" (dal latino mansus, termine che nel feudalesimo medievale indicava un appezzamento di terreno; in ted. Bauernhof) è un'azienda agricola comprensiva dell'abitazione del contadino, di altri fabbricati e dei terreni - agricoli e forestali - a esso attinenti. Si tratta di un'istituzione diffusa soprattutto nel Tirolo storico. L'aspetto fondamentale dell'istituto giuridico riguardava anzitutto il diritto ereditario: il maso chiuso veniva ereditato indiviso dal primogenito maschio, mentre i figli minori potevano scegliere tra un indennizzo o il continuare a vivere assieme al fratello maggiore, come servi agricoli (una situazione analoga a quella dei servi della gleba).

## Storia
Se le origini di questa istituzione sono da ricercare, probabilmente, in epoca medievale, le prime norme scritte sono da ascrivere all'imperatore Massimiliano I, nel 1502, disposizioni ratificate negli statuti del Tirolo del 1526, del 1532 e del 1573. Con l'imperatrice Maria Teresa d'Austria, nel 1775, trovarono una più ampia codificazione giuridica. La normativa teresiana si articola su quattro punti:
- il maso chiuso è un'azienda agricola indivisibile;
- per istituire un maso chiuso è necessario che i fabbricati e i terreni a esso attinenti permettano il sostentamento di almeno quattro persone;
- il maso chiuso si trasmette per eredità nella sua interezza a un solo figlio maschio (di norma il primogenito) mentre agli altri figli spetta un indennizzo;
- la qualità di maso chiuso dell'azienda agricola viene iscritta nel libro fondiario.

Territorialmente, questo istituto era diffuso principalmente in Tirolo, e anche qui in maniera non omogenea: in Alto Adige, per esempio, i masi chiusi sono prevalenti nella parte centro-orientale, mentre sono scarsamente presenti, per esempio, in Val Venosta.

## Evoluzione recente
L'annessione dell'Alto Adige all'Italia, nel 1919, comportò l'abrogazione della legge sul maso chiuso, istituto estraneo alla tradizione giuridica italiana. Ciononostante esso sopravvisse come consuetudine. 
Dopo la seconda guerra mondiale, in seguito al riconoscimento costituzionale dell'autonomia all'Alto Adige, la legislazione teresiana ritornò in vigore, almeno nei suoi aspetti più qualificanti. 
Con il passare degli anni la legge sul maso chiuso dovette essere riformata, in particolare per quegli aspetti che riguardavano la parità degli eredi di sesso femminile, così come la tutela del coniuge superstite. Il risultato di questa riforma è confluito nella Legge provinciale 28 novembre 2001, n. 17.
Il Trentino-Alto Adige è dunque l'unica area geografica in Europa dove è tuttora in vigore il diritto di maggiorasco. Oggi, in Alto Adige, esistono circa 13.300 aziende classificate come masi chiusi.
In Trentino, un esempio di maso chiuso tradizionale è costituito dal "Consorzio Alpe Vederna", a Imèr, secondo il quale la proprietà dei prati del monte omonimo, passa solo al primogenito maschio di ogni famiglia.